# 宝祥寺 (新宿区)
宝祥寺（ほうしょうじ）は、東京都新宿区にある曹洞宗の寺院。

## 歴史
開山は東昌寺第5世住職大休甫和尚（1592年寂）、開基は松下氏の先祖である宝祥寺殿久屋伊長居士（1600年没）である。そのため、1592年（文禄元年）以前に創建されたものと推測される。
元々は現在の市ケ谷駅のあたりに位置していたが、1657年（明暦3年）の明暦の大火で焼失したため、1662年（寛文2年）に現在地に移転した。
墓地には、小説家の塚原渋柿園（つかはら じゅうしえん）、夏目漱石の初恋の人といわれる「れん」の墓がある。

## 交通アクセス
- 早稲田駅2番出口より徒歩5分（経路案内）。